# Nationalteatern, Budapest
Nationalteatern i Budapest i Ungern invigdes 22 augusti 1837.   Det är Ungerns nationalteater. Teatern har sedan sitt öppnande varit inhyst i en rad olika byggnader. Dess nuvarande byggnad invigdes 2002. 
Öppnandet av en nationalscen i Ungern föreslogs 1832. När teatern invigdes ersatte den Hovteatern i Buda, där det första ungersktalande teatersällskapet hade uppträtt 1790, och den nya teatern övertog då sin föregångares personal.

## Galleri

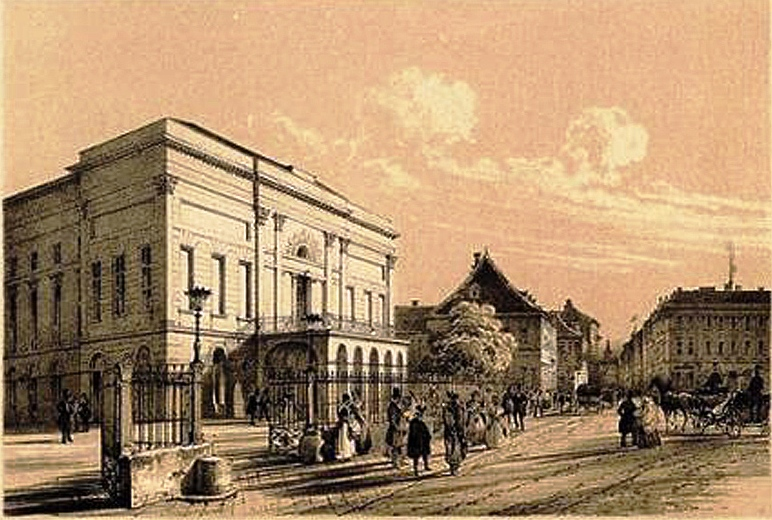
1837-1908.
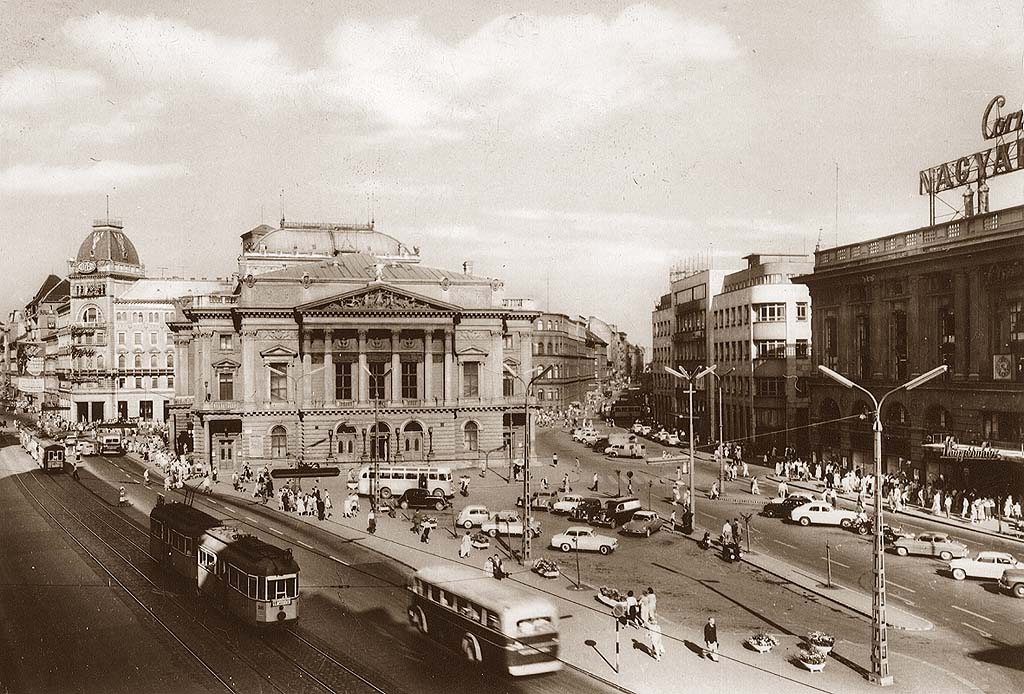
1908-1965.
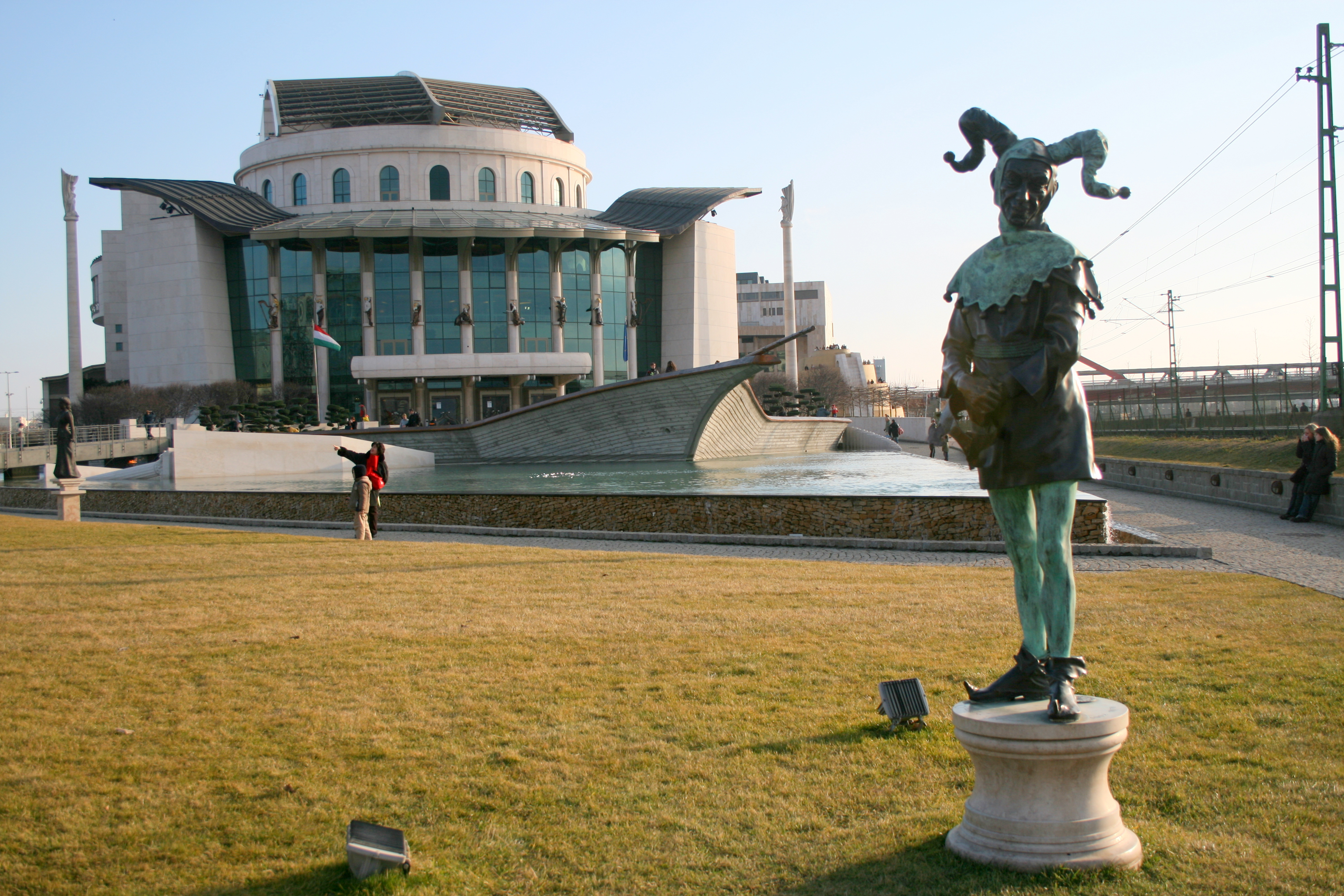
2002-